# Гарсия Ринкон, Марта
Марта Гарсия Ринкон (исп. Marta Garcia Rincon; 28 июня 2003) — испанская спортсменка, тяжёлоатлетка, трёхкратный призёр чемпионатов Европы 2023, 2024 и 2025 годов, вице-чемпионка Европы среди юниоров 2022 года. 

## Биография
Марта Гарсия Ринкон стала вице-чемпионкой мира на юниорском чемпионате Европы по тяжелой атлетике, проходившем в Албании в октябре 2022 года, в двух упражнениях в весовой категории до 45 кг она также завоевала малые серебряные медали.
На чемпионате мира по тяжелой атлетике 2022 года, проходившем в Боготе, она заняла итоговое 11-е место в категории до 45 кг. 
В апреле 2023 года на чемпионате Европы в Ереване, испанская спортсменка выступила весовой категории до 45 кг. Итогом такого выступления стала бронзовая медаль с результатом по сумме двух упражнений 153 килограмма.
В феврале 2024 года на чемпионате Европы в Софии испанка завоевала бронзовую медаль по сумме двух упражнений с результатом 156 кг. В упражнении рывок она была второй (72 кг).
В декабре 2024 года в Манаме, на чемпионате мира, Марта выступила в весовой категории до 45 кг, где смогла завоевать малую бронзовую медаль в рывке с результатом 75 кг. По сумме двух упражнений она была только седьмой.
На чемпионате Европы 2025 года в Кишинёве завоевала серебряную медаль с итоговым результатом 164 кг. В упражнении "рывок" стала победителем (77 кг).

## Достижения
Чемпионат Европы
| Результат | Вес       | Год  | Место соревнований | Рывок | Толчок | Общий вес |
| Бронза    | до 45 кг. | 2023 | Ереван, Армения    | 68,0  | 85,0   | 153,0     |
| Бронза    | до 45 кг. | 2024 | София, Болгария    | 72,0  | 84,0   | 156,0     |
| Серебро   | до 45 кг. | 2025 | Кишинёв, Молдова   | 77,0  | 87,0   | 164,0     |

Чемпионат Европы среди юниоров
| Результат | Вес       | Год  | Место соревнований | Рывок | Толчок | Общий вес |
| Серебро   | до 45 кг. | 2022 | Тирана, Албания    | 67,0  | 81,0   | 148,0     |